# Osov
Osov är en ort i Tjeckien.   Den ligger i regionen Mellersta Böhmen, i den centrala delen av landet, 40 km sydväst om huvudstaden Prag. Osov ligger 365 meter över havet och antalet invånare är 315.
Terrängen runt Osov är kuperad åt sydväst, men åt nordost är den platt. Runt Osov är det ganska tätbefolkat, med 54 invånare per kvadratkilometer. Närmaste större samhälle är Příbram, 17,9 km söder om Osov. I omgivningarna runt Osov växer i huvudsak blandskog.